# Listă de actori americani (M-Q)
Aceasta este o listă de actori din Statele Unite ale Americii (M-Q):

Cuprins: Început - 0–9 A B C D E F G H I J K L M N O P Q R S T U V W X Y Z

## M
Eric Mabius - June MacCloy - Ian MacDonald (actor) - Ali MacGraw - Alison MacInnis - Steele MacKaye - Shirley MacLaine - Barton MacLane - Fawna MacLaren - Gavin MacLeod - Fred MacMurray - Robert MacNaughton - Tress MacNeille - Meredith MacRae - James MacArthur - Jeanette MacDonald - Norm MacDonald - Andie MacDowell - Harriet E. MacGibbon - Dorothy McGuire - Gabriel Macht - Stephen Macht - Willard Mack - Allison Mack - Carmel Macklin - Kyle MacLachlan - Don MacLaughlin - Gordon MacRae - George Macready - Bill Macy - William H. Macy - Guy Madison - Madonna (actriță) - Michael Madsen - Virginia Madsen - Tobey Maguire - Mahershalalhashbaz Ali - Lee Majors - Karl Malden - Wendie Malick - Joshua Malina - Judith Malina - John Malkovich - Dorothy Malone - Dudley Field Malone - Jena Malone - Laura Malone - Robert Mandan - Barbara Mandrell - Joe Manganiello - Camryn Manheim - Anthony Mann - Gabriel Mann - Leslie Mann - Terrence Mann - Irene Manning - Taryn Manning - Dinah Manoff - Jayne Mansfield - Joe Mantegna - Joe Mantell - Joe Mantello - Marla Maples - William Mapother - Josie Maran - Marc Kudisch - Fredric March - Stephanie March - Nancy Marchand - David Marciano - Paul Marco - Stuart Margolin - Cindy Margolis - Julianna Margulies - Marie Windsor - Lisa Marie - Bonnie Marino - Ken Marino - Mario Yedidia - Shae Marks - Julia Marlowe - June Marlowe - Mike Maronna - Constantine Maroulis - Chris Marquette - Kenneth Mars - James Marsden - Jason Marsden - Mae Marsh - Brenda Marshall - E.G. Marshall - Garry Marshall - James Marshall (actor) - Marion Marshall (actriță) - Paula Marshall - Penny Marshall - Trudy Marshall - Tully Marshall - Logan Marshall-Green - Vincent Martella - Barney Martin - Dean Martin - Dean Paul Martin - Jesse L. Martin - Kellie Martin - Meaghan Jette Martin - Pamela Sue Martin - Ross Martin - Steve Martin - Strother Martin - Lee Marvin - bratje Marx - Chico Marx - Groucho Marx - Gummo Marx - Harpo Marx - Zeppo Marx - Joseph Mascolo - Master P - Chase Masterson - Christopher Masterson - Danny Masterson - Mary Stuart Masterson - Mary Elizabeth Mastrantonio - Richard Masur - Heather Matarazzo - Debbie Matenopoulos - Jerry Mathers - Mark Matkevich - Marlee Matlin - Matt Long - Walter Matthau - Al Matthews - Lisa Matthews - Victor Mature - John Matuszak - Marilyn Maxwell - Elaine May - Peter Mayhew - Ken Maynard - Virginia Mayo - Melanie Mayron - Dorothy Mays - Debi Mazar - Monet Mazur - Paul Mazursky - May McAvoy - Lon McCallister - Mercedes McCambridge - Andrew McCarthy - Jeff McCarthy - Jenny McCarthy - Jesse McCartney - Rue McClanahan - Leigh McCloskey - Bryton McClure - Marc McClure - Edie McClurg - Heather McComb - Matthew McConaughey - Brianna & Brittany McConnell - Kent McCord - Eric McCormack - Mary McCormack - Patty McCormack - Carolyn McCormick - Maureen McCormick - Malachy McCourt - Tim McCoy - Paul McCrane - Darius McCrary - Joel McCrea - John Edward McCullough - Hattie McDaniel - Dylan McDermott - Christopher McDonald - Mary McDonnell - Neal McDonough - Frances McDormand - Karen McDougal - Reba McEntire - Gates McFadden - Darren McGavin - Trina McGee - Bruce McGill - Kelly McGillis - John C. McGinley - Ted McGinley - Maureen McGovern - J.P. McGowan - Rose McGowan - Charles McGraw - Melinda McGraw - Matthew McGrory - Gardner McKay - Lonette McKee - Danica McKellar - Nancy McKeon - Michael McLachlan - David McLean - Zoe McLellan - Wendi McLendon-Covey - Michael McMillian - Stephen McNally - Howard McNear - Robert Duncan McNeill - Kristy McNichol - Patricia McPherson - Steve McQueen - Gerald McRaney - Mike McShane - Julie McWhirter - Audrey Meadows - Scott Mechlowicz - Alec Medlock - Barbara Meek - John Megna - Shallan Meiers - Diane Mela - George Melford - Natasha Melnick - Christopher Meloni - Allan Melvin - Eva Mendes - Maria Menounos - Gus Mercurio - Burgess Meredith - Lou Merrill - Lee Meriwether - Una Merkel - S. Epatha Merkerson - Ethel Merman - Rena Mero - Dina Merrill - Gary Merrill - Ryan Merriman - Debra Messing - Johnny Messner - Laurie Metcalf - Mark Metcalf - Jesse Metcalfe - Mayo Methot - Jason Mewes - Breckin Meyer - Dina Meyer - Seth Meyers - Michael Cade - Michael Chaplin - Michael Witney - Shawn Michaels - Amanda Michalka - Alyson Michalka - Denise Michele - Cara Michelle - Charles B. Middleton - Bette Midler - Dash Mihok - Alyssa Milano - Vera Miles - Kim Milford - Penelope Milford - Ann Milhench - Harry F. Millarde - Ann Miller - Barry Miller - Denise Miller - Dick Miller - Jeremy Miller - Kate Miller - Kristen Miller - Lara Jill Miller - Larry Miller (actor) - Marvin Miller (actor) - Penelope Ann Miller - Sienna Miller - Valarie Rae Miller - Martin Milner - Yvette Mimieux - Sal Mineo - Jan Miner - Rachel Miner - Liza Minnelli - Mary Miles Minter - Carmen Miranda - Missy Doty - Stacie Mistysyn - Beverley Mitchell - Cameron Mitchell (actor) - Chuck Mitchell - Elizabeth Mitchell - Gordon Mitchell - Millard Mitchell - Sasha Mitchell - Thomas Mitchell (actor) - Ilan Mitchell-Smith - Christopher Mitchum - Robert Mitchum - Tom Mix - Mike Mizanin - Shanna Moakler - Matthew Modine - Katherine Moennig - Gerald Mohr - Gretchen Mol - Richard Moll - Janel Moloney - Sloane Momsen - Taylor Momsen - Kelly Monaco - Cameron Monaghan - Michelle Monaghan - Dan Monahan - David Monahan - Daniella Monet - Constance Money - Marilyn Monroe - Meredith Monroe - Anthony Montgomery - Elizabeth Montgomery - George Montgomery - Julia Montgomery - Robert Montgomery (actor) - Carlotta Monti - Mike Monty - Sheri Moon - Debra Mooney - Ashleigh Aston Moore - Barbara Moore (Playmate) - Christina Moore - Clayton Moore - Cleo Moore - Colleen Moore - Constance Moore - Demi Moore - Jacqueline Moore - Joe Moore - Julianne Moore - Kenya Moore - Mandy Moore - Mary Tyler Moore - Michael D. Moore - Shemar Moore - Terry Moore (actriță) - Agnes Moorehead - Erin Moran - Lois Moran - Marguerite Moreau - Cindy Morgan - Frank Morgan - Harry Morgan - Jaye P. Morgan - Trevor Morgan (actor) - Cathy Moriarty - Michael Moriarty - Patricia Morison - Karen Morley - Chester Morris - Howard Morris - Kathryn Morris - Phil Morris - Brian Morrison - James Morrison (actor) - Shelley Morrison - Rob Morrow - Joshua Morrow - Vic Morrow - David Morse - Robert Morse - Victoria Morsell - Viggo Mortensen - John Morton (actor) - David Moscow - Bill Moseley - Mark Moses - Don Most - Zero Mostel - Cookie Mueller - Diana Muldaur - Patrick Muldoon - Kate Mulgrew - Martin Mull - Megan Mullally - Richard Mulligan - Liliana Mumy - Misty Mundae - Frankie Muniz - Allison Munn - Ona Munson - Enrique Murciano - Dick Murdoch - Audie Murphy - Ben Murphy - Brittany Murphy - Donna Murphy - George Murphy - Michael Murphy (actor) - Bill Murray - Chad Michael Murray - Don Murray (actor) - Joel Murray - John Murray (actor) - Mae Murray - Lorenzo Music - Mitchel Musso - Louis Mustillo - Ellen Muth - 

## N
Jim Nabors - Michael Nader - Conrad Nagel - J. Carrol Naish - Kathy Najimy - Kellye Nakahara - Nita Naldi - Jack Nance - Charles Napier - Nicole Narain - Clarence Nash - Kevin Nash - Natalie Gregory - David Naughton - James Naughton - Navi Rawat - Obi Ndefo - Diane Neal - Edwin Neal - Elise Neal - Patricia Neal - Tom Neal - Ned Vaughn - Tracey Needham - Noel Neill - Blake Neitzel - Barry Nelson - Craig T. Nelson - Ed Nelson - Frank Nelson - Harriet Hilliard Nelson - Haywood Nelson - Ozzie Nelson - Peter Nelson - Ricky Nelson - Tracy Nelson - Corin Nemec - Bebe Neuwirth - George Newbern - Bob Newhart - Laraine Newman - Paul Newman - Ryan Newman - Julie Newmar - Navia Nguyen - Steve Nguyen - Fred Niblo - Thomas Ian Nicholas - Marisol Nichols - Mike Nichols - Nichelle Nichols - Rachel Nichols - Jack Nicholson - Nick Nicholson - Crista Nicole - Christina Nigra - Terry Nihen - Alexa Nikolas - Cynthia Nixon - Monique Noel - Lorna Nogueira - Bob Nolan - Lloyd Nolan - Gena Lee Nolin - Nick Nolte - Tom Noonan - Mabel Normand - Chuck Norris - Lee Norris - Heather North - Jay North - Alan North - Wayne Northrop - Edward Norton - Kerry Norton - Jack Noseworthy - Chris Noth - Michael Nouri - Kim Novak - Don Novello - Terri Nunn - Maila Nurmi - Louis Nye - 

## O
Hugh O'Brian - Austin O'Brien - Edmond O'Brien - Margaret O'Brien - Pat O'Brien (actor) - Shauna O'Brien - Jerry O'Connell - Carroll O'Connor - Donald O'Connor - Frank O'Connor (actor) - Hugh O'Connor - Raymond O'Connor - Renée O'Connor - Cathy O'Donnell - Chris O'Donnell - Rosie O'Donnell - Michael O'Donoghue - Gail O'Grady - Brian O'Halloran - George O'Hanlon - George O'Hara - Denis O'Hare - Michael O'Hare - Dennis O'Keefe - Michael O'Keefe - Miles O'Keeffe - Mike O'Malley - Ryan O'Neal - Tatum O'Neal - Barbara O'Neil - Linda ONeil - Ed O'Neill - Terry O'Quinn - Robert O'Reilly - Ed O'Ross - Heather O'Rourke - Maureen O'Sullivan - Annette O'Toole - Warren Oates - Jacqueline Obradors - Blanche Oelrichs - Charles Stanton Ogle - Arvo Ojala - Ken Olandt - Chancellor Olcott - Larisa Oleynik - Ken Olin - Barret Oliver - Edna May Oliver - Susan Oliver - Lorraine Olivia - Bodie Olmos - Edward James Olmos - Mico Olmos - Susan Olsen - Kalin Olson - Nancy Olson - Olivia Olson - Timothy Olyphant - Ondine - Alan Oppenheimer - Don Keith Opper - Jerry Orbach - Alesha Oreskovich - Christopher Orr - Choco Orta - Barry Orton - Emily Osment - Haley Joel Osment - Donny Osmond - Jimmy Osmond - Beth Ostrosky - Peter Ostrum - Cheri Oteri - Carré Otis - Frank Overton - Rick Overton - Beverley Owen - Susie Owens - Hal Ozsan -

## P
Johnny Pacar - Al Pacino - David Packer - Jared Padalecki - Anita Page - Gale Page - Geraldine Page - Kimberly Page - Debra Paget - Kymberly Paige - Peter Paige - Jack Palance - Erik Palladino - Betsy Palmer - Keke Palmer - Chazz Palminteri - Gwyneth Paltrow - Danielle Panabaker - Kay Panabaker - Hayden Panettiere - Franklin Pangborn - John Pankow - Kip Pardue - Annie Parisse - Kelly Coffield Park - Andrea Parker - Ed Parker - Eleanor Parker - Fess Parker - Jean Parker - Mary-Louise Parker - Nicole Ari Parker - Sarah Jessica Parker - Suzy Parker - Allison Parks - Bert Parks - Larry Parks - Michael Parks - Lana Parrilla - Leslie Parrish - Miriam Parrish - Peter Parros - Estelle Parsons - Nancy Parsons - Dolly Parton - Julia Parton - Michael Paré - Adam Pascal - Adrian Pasdar - Vincent Pastore - Robert Pastorelli - Jodi Ann Paterson - Jason Patric - Patricia Malone - Butch Patrick - Lee Patrick - Robert Patrick - John Tiffen Patterson - Marne Patterson - Ronnie Patterson - Scott Patterson (actor) - Dylan Patton - Will Patton - Patty Maloney - Paul Douglas (actor) - Alexandra Paul - Nathalie Paulding - Scott Paulin - Pamela Paulshock - Bill Paxton - Sara Paxton - John Payne (actor) - Barbara Payton - Alice Pearce - Harold Peary - Austin Peck - Gregory Peck - Amanda Peet - Peg Phillips - Mary Beth Peil - Ashley Peldon - Courtney Peldon - Clara Peller - Austin Pendleton - Nat Pendleton - Bruce Penhall - Penn and Teller - Chris Penn - Kal Penn - Leo Penn - Sean Penn - George Peppard - Barbara Pepper - Piper Perabo - Percy Daggs III. - Anna Maria Perez de Taglé - Anthony Perkins - Elizabeth Perkins - Millie Perkins - Ron Perlman - Pauley Perrette - Jack Perrin - Valerie Perrine - Harold Perrineau mlajši - Jeff Perry (actor) - Luke Perry - Matthew Perry (actor) - Megahn Perry - Yvonne Perry - Joe Pesci - Donna Pescow - Peter Greene - Melissa Peterman - Bernadette Peters - Brock Peters - Jean Peters - Susan Peters - Paul Petersen - William Petersen - Amanda Peterson - Darryl Peterson - Julie Peterson - Chris Pettiet - Peggy Pettitt - Lori Petty - Michael Peña - Dedee Pfeiffer - Michelle Pfeiffer - Jo Ann Pflug - Mary Philbin - Busy Philipps - Busy Phillips - Emo Philips - Gina Philips - Ryan Phillippe - Bijou Phillips - Bobbie Phillips - Ethan Phillips - Julianne Phillips - Lou Diamond Phillips - Mackenzie Phillips - Michelle Phillips - River Phoenix - Summer Phoenix - Robert Picardo - Slim Pickens - Cindy Pickett - Jack Pickford - Mary Pickford - Christina Pickles - Molly Picon - David Hyde Pierce - Justin Pierce - Eric Pierpoint - Mitch Pileggi - Janet Pilgrim - Bronson Pinchot - Robert Pine - Ryan Pinkston - Danny Pino - Danny Pintauro - Joe Piscopo - Noam Pitlik - John Paul Pitoc - Brad Pitt - Michael Pitt - ZaSu Pitts - Jeremy Piven - Carla Pivonski - Mary Kay Place - Suzie Plakson - Tony Plana - Dana Plato - Edward Platt - Suzanne Pleshette - Eve Plumb - Amanda Plummer - Eyal Podell - Cathy Podewell - Eliza Poe - Amy Poehler - Larry Poindexter - Henry Polic II. - Jon Polito - Kevin Pollak - Tracy Pollan - Michael J. Pollard - Teri Polo - Max Pomeranc - Scarlett Pomers - Ellen Pompeo - Beth Porter - James Porter (actor) - Natalie Portman - Brian Posehn - Parker Posey - Parker McKenna Posey - Markie Post - Tom Poston - Monica Potter - Annie Potts - Clifton Powell - Dick Powell - Jane Powell - Chad Power - Tyrone Power - Tyrone Power starejši - Tyrone Power mlajši - Mala Powers - Stefanie Powers - Chris Pratt - Susan May Pratt - Evelyn Preer - Paula Prentiss - Laura Prepon - Elvis Presley - Priscilla Presley - Harve Presnell - Jaime Pressly - Lawrence Pressman - Bobby Preston - Kelly Preston - Marie Prevost - Vincent Price - Louis Prima - Barry Primus - Victoria Principal - Andrew Prine - Aileen Pringle - Freddie Prinze - Freddie Prinze mlajši - Emily Procter - Robert Prosky - Dawn Marie Psaltis - Bill Pullman - Linda Purl - Edna Purviance - Shawn Pyfrom - Hy Pyke - Denver Pyle - Missi Pyle - 

## Q
John Quade - Dennis Quaid - Randy Quaid - John Qualen - DJ Qualls - Mae Questel - Linnea Quigley - Richard Quine - Kathleen Quinlan - Maeve Quinlan - Aidan Quinn - Aileen Quinn - Anthony Quinn - Anthony Tyler Quinn - Martha Quinn - Adolfo Quinones - 